# Brandon Jennings
Brandon Jennings (Los Angeles, 23. rujna 1989.) američki je profesionalni košarkaš. Igra na poziciji razigravača, a trenutačno je član NBA momčadi Orlando Magic. 

## Srednja škola i Europa
Jennings je jedan od najtalentiranijih mladih košarkaša u SAD-u, a bio je najbolji srednjoškolski igrač među vršnjacima svoje dobi. Na svoju odluku odlučio je ne otići na sveučilište, nego otići u Europu samo zato što još nije napunio 19 godina, koliko je potrebno za prijaviti se na NBA draft. 16. srpnja 2008. potpsiao je za talijansku Lottomaticu Rim. Godišnja zarada mu iznosi 1.65 milijuna $, a za igre u Euroligi modna kuća Under Armour isplatit će mu 2 milijuna $. U 28 odigranih utakmica talijanskog prvenstva, Jennings ima prosjek od 5.6 poena, 1.6 skokova i 2.1 asistenciju za 16.7 minuta provedenih na parketu. U Euroligi je odigrao 16 utakmica, a prosječno je postizao 7.6 poena, 1.6 skokova i 1.6 asistencija za 19.6 minuta provedenih na parketu. 

## NBA

### Millwaukee Bucks
Milwaukee Bucksi izabrali su ga kao deseti izbor NBA drafta 2009. godine. S Bucksima je potpisao dvogodišnji ugovor vrijedan 4,5 milijuna dolara. Prema skali za plaće rookiea, 10. izbor drafta bi trebao primati plaću od 3,75 milijuna za dvije sezone, no moguća su odstupanja, što se vidi na Jenningsovom primjeru. U sezoni 2009./10. zarađivat će 2,16 milijuna, a u sezoni 2010./11. 2,33 milijuna dolara. Također, u ugovor ulaze i momčadske opcije za sezone 2011./12. te 2012./13. 
U NBA ligi Bucksi su odmah prepoznali njegov potencijal, a on je u prvom ogledu sezone bio sasvim blizu triple-double učinka čime bi stao uz bok legendi svjetske košarke, Oscara Robertsona. Robertson je, naime, jedini košarkaš u povijesti NBA lige koji je u NBA debiju ostvario triple-double učinak. Jennings je bio milimetrima blizu, u porazu kod Philadelphije je ubacio 17 poena uz devet skokova i devet asistencija. Nakon tri odigrane utakmice Jennings je bio na odličnom prosjeku od 22 poena, 4 skoka, 5.3 asistencija, te skoro dvije ukradene lopte. Ukupan šut mu je bio odličnih 48 posto, za tri poena čak 50 posto. Briljantnu utakmicu odigrao je ubacivši 55 poena u 129:125 pobjedi protiv Golden State Warriorsa. Time se upisao u knjige rekorda Bucksa postavši tek treći igrač u povijesti kluba koji je probio granicu od 50 poena, a usput je i srušio rekord Kareema Abdul-Jabbara (tada Lew Alcindora) koji je u debitantskoj sezoni ubacio 51 poen za sastav iz Milwaukeeja. Učinio je to Jabbar 21. veljače 1970. godine, a Jenningsu je trebalo tek sedam utakmica da ostvari ovakvo što. Ubacio je Jennings 29 poena u trećoj četvrtini, a 16 u posljednjoj, čemu je pridodao i po pet skokova i asistencija i približio se još nekim brojkama koje pišu u knjigama rekorda NBA lige.
Naime, ostao je za tri poena prekratak od najvećeg učinka nekog rookie-igrača (58 je 1960. ubacio Wilt Chamberlain), već 41 godinu nitko od novaka u ligi nije imao takvu pucačku večer (56 je 1968. ubacio Earl Monroe). Osim toga, još od učinka LeBrona Jamesa ostvarenog 20. ožujka 2005. godine (56 poena) niti jedan košarkaš mlađi od 21 godine nije ostvario nešto slično ovomu. Zanimljivo, Jennings je nakon prve četvrtine imao nulu na kontu poena, a uvodnih 1/7 iz igre do kraja je pretvorio u 21/34. Također, momčadi Warriorsa nitko nikada u jednoj četvrtini utakmice nije ubacio 29 poena. 

## Vanjske poveznice
- Profil na Euroleague.net
- Profil   Arhivirana inačica izvorne stranice od 20. rujna 2019. (Wayback Machine)na Lega Basket Serie A
- Profil  Arhivirana inačica izvorne stranice od 16. siječnja 2009. (Wayback Machine) na Virtus Roma